# Aéroport de Fremont
L'aéroport de Fremont (FAA LID : 14G) est un aéroport à usage public situé à 4 km au sud-ouest du quartier central des affaires de Fremont, une ville du comté de Sandusky, Ohio, États-Unis. Il est une propriété privée de Fremont Airport LLC.